# 庫什-卡亞山 (蘇達克)
44°50′14″N 34°55′36″E / 44.83722°N 34.92667°E

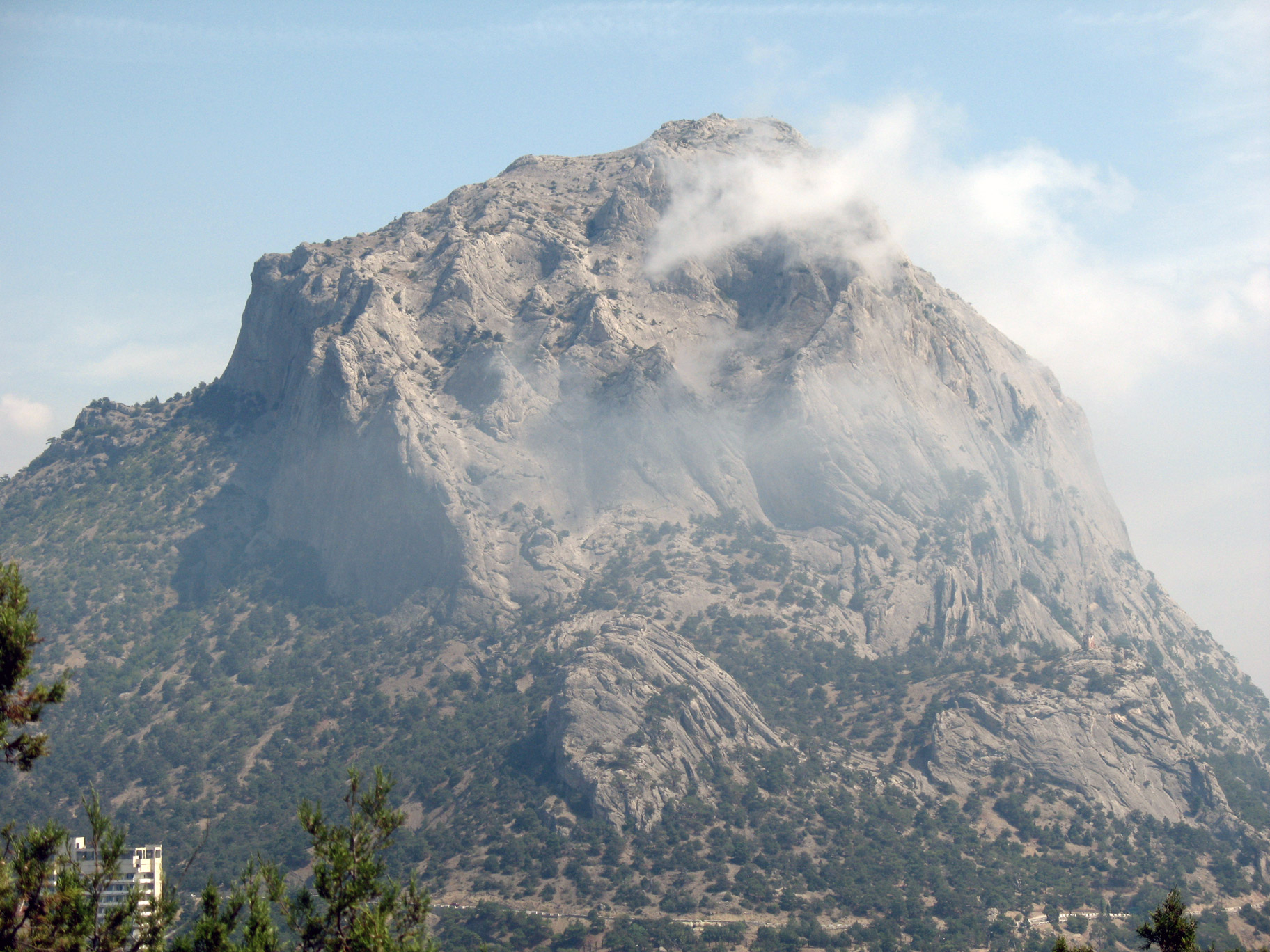

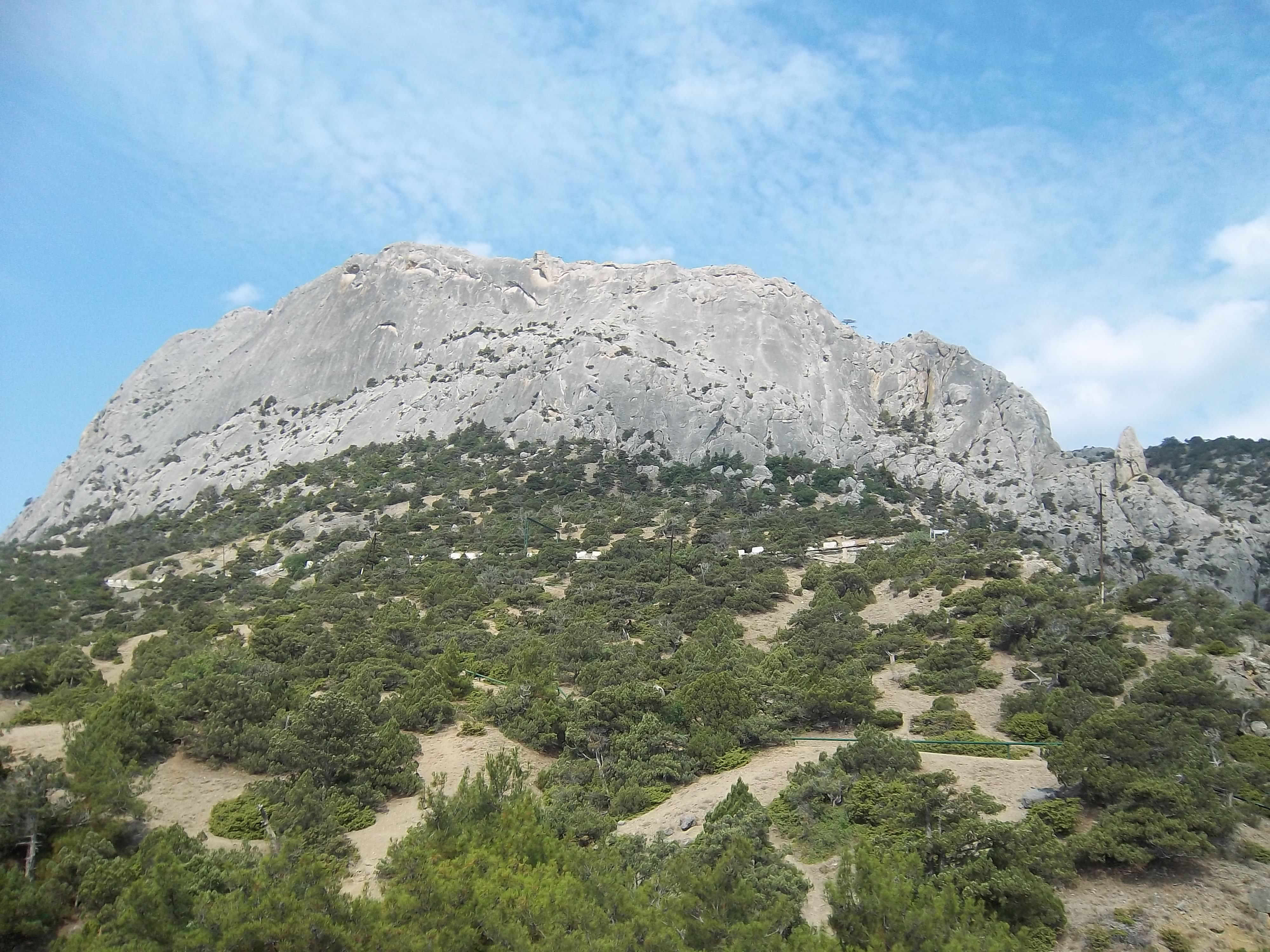

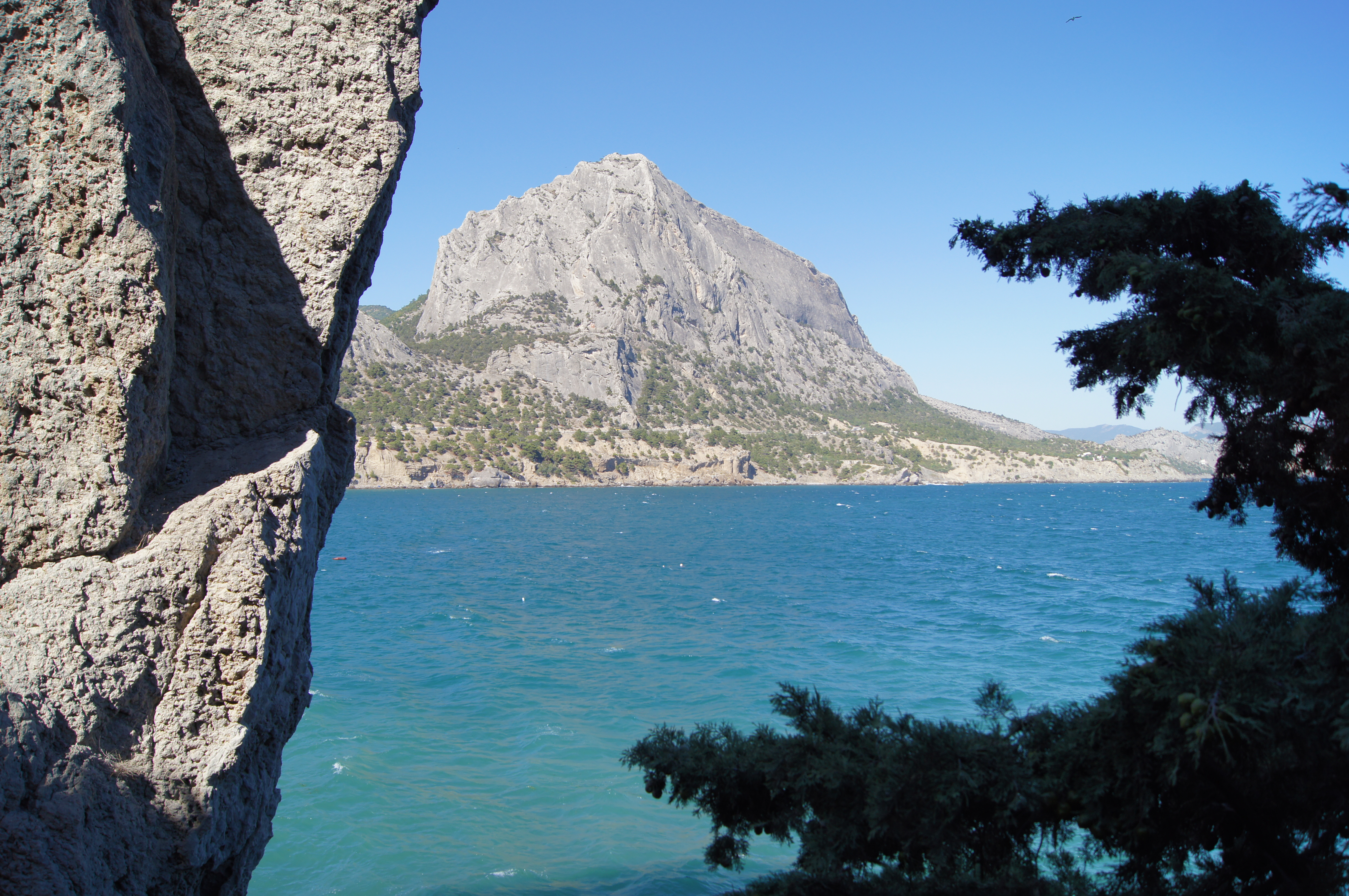

庫什-卡亞山是烏克蘭的山峰，位於克里米亞共和國，屬於克里米亞山脈的一部分，處於苏达克附近，海拔高度474米。